# Urząd
Urząd (in polacco L'ufficio) è un cortometraggio del 1966 diretto da Krzysztof Kieślowski.

## Produzione
Nel 1966 Krzysztof Kieslowski frequenta ancora la Scuola di Cinema di Łódź e in quell'anno gira due saggi di regia, Il tram e L'ufficio. In quest'ultimo, prima sperimentazione degli intenti documentaristici del regista, sono ravvisabili già le basi formali e concettuali della maggior parte della produzione documentaristica successiva.
Una macchina da presa nascosta dietro lo sportello di un'agenzia di assicurazioni sociali, ritrae una noiosa burocrazia alle prese con timbri e complessi moduli da compilare: una folla di dubbiosi clienti, per lo più anziani, è in attesa del proprio turno, e nel retro grandi scaffali stracolmi di cartelle e documentazioni chiudono il quadro di un caotico congegno cartaceo. Le immagini alternate di clienti in fila e di un'impiegata che prepara e beve un tè, sembrano essere una prima giovane, e pur matura, critica nei confronti della lenta e apatica burocrazia polacca al termine degli anni sessanta.
A scuola il film riscuote un discreto successo mettendo in buona luce il nome di Kieślowski e confermando la sua spiccata attitudine al cinema documentario, che gli garantirà alcuni anni dopo un posto nella WFD di Varsavia (Casa di produzione del Film Documentario, la maggiore della Polonia).